# Закшув (Велицький повіт)
Закшув (пол. Zakrzów) — село в Польщі, у гміні Неполомиці Велицького повіту Малопольського воєводства.
Населення — 1052 особи (2011).

## Демографія
Демографічна структура станом на 31 березня 2011 року:
|          | Загалом | Допрацездатний вік | Працездатний вік | Постпрацездатний вік |
| -------- | ------- | ------------------ | ---------------- | -------------------- |
| Чоловіки | 518     | 110                | 364              | 44                   |
| Жінки    | 534     | 102                | 342              | 90                   |
| Разом    | 1052    | 212                | 706              | 134                  |